# Partito Nazionalista Peruviano
Il Partito Nazionalista Peruviano (in spagnolo Partido Nacionalista Peruano, PNP) è un partito politico del Perù.

## Ideologia
Il leader del partito Ollanta Humala ha sempre dichiarato che il suo partito si ispira al socialismo di Hugo Chávez e di Evo Morales.
Alle elezioni generali in Perù del 2006 Ollanta Humala si è presentato come candidato dell'Unión del Peru, in quanto non ha avuto il tempo di registrare al servizio elettorale del Perù il suo movimento. In occasione delle elezioni del 2011, il partito ha assunto una posizione di stampo socialdemocratica e rispettosa delle istituzioni democratiche del Paese.